# Clausenia lacca
Clausenia lacca är en stekelart som först beskrevs av Agarwal 1963.  Clausenia lacca ingår i släktet Clausenia och familjen sköldlussteklar. Inga underarter finns listade i Catalogue of Life.